# Afrarchaea entabeniensis
Espèce
Afrarchaea entabeniensis est une espèce d'araignées aranéomorphes de la famille des Archaeidae.

## Distribution
Cette espèce est endémique de la province du Limpopo en Afrique du Sud,.

## Étymologie
Son nom d'espèce, composé de entabeni et du suffixe latin -ensis, « qui vit dans, qui habite », lui a été donné en référence au lieu de sa découverte, la forêt d'Entabeni.

## Publication originale
- Lotz, 2003 : Afrotropical Archaeidae: 2. New species of the genera Archaea and Afrarchaea (Arachnida: Araneae). Navorsinge van die Nasionale Museum Bloemfontein, vol. 19, p. 221-240.